# Malatinszky Elek
Malatinszky Elek, vezetékneve néhol Malátinszky formában is (?, 19. század – ?, 20. század) magyar építész és építőmester.

## Élete
Életéről kevés adat ismert. A 19. század végén és a 20. század elején működött budapesti köz- és magánépületek tervezőjeként, több esetben csak kivitelező volt. Munkáit általában Skacel Józseffel közösen készítette, munkáikra gyakran Malatinszky és Skacel néven hivatkoznak. Érdekesség, hogy terveiken lévő pecsétjükön építészekként (tervező), míg aláírásukban viszont építőmesterekként (kivitelezők) tüntetik fel magukat.
Malatinszky és Skacel a budapesti Nagykörút egyik legtermékenyebb építőpárosa volt, akik elsősorban neobarokk stílusban építették házaikat, elsősorban Bodánszky Lajos és feltételezhető rokona, Bodánszky Lipót részére.

## Ismert épületei
Egy 1887-es kimutatás szerint addigra már 6 házat épített Skacellel.
- 1887: Spánicz-ház, Budapest, Gyömöri út 2413. hrsz.[4]
- 1887: Fekete-ház, Orczykert mögötti 220. hrsz.[5]
- 1887: Szvety-ház, Budapest, Kisfuvaros u. 3.[6]
- 1887: lakóházak a Tisztviselőtelepen, Budapest[7][8][9][10]
- 1888: toldalék, Budapest, Rottenbiller utca 66.[11]
- 1889: áruszekrények a Budapest, Király utca 16. telken[12]
- 1889: lakóház és műhely, Budapest, Mátyás tér 15.[13]
- 1890: Friedmann-Brandstätter-ház, Budapest, Kőris utca 6537/c. hrsz.[14]
- 1890: Lamprecht-ház, Budapest, Lendvay u. 17.[15]
- 1890: Novák-ház, Budapest, Szabóky u. 8631/a/1/286. hrsz.[16]
- 1890: Szathmáry-ház, Budapest, Bajnok u. 3165—66/11. hrsz.[17]
- 1891: földszintes toldalék a Károly-család részére, Budapest, Amazon u. 4262. hrsz.[18]
- 1891: Spira-nyaraló, Budapest, Epreskert- és Lendvay u. 3006 hrsz.[19]
- 1891: Szász-ház, Budapest, Szabóky u. 338-343. hrsz.[20]
- 1894: Bodánszky-ház, Budapest, József körút 18.[2][21]
- 1895: Amon-ház, Budapest, József körút 66.[2][22]
- 1896: Cseley Pál és társai szikvízgyára, Budapest, Ernő u. 8647. hrsz.[23]
- 1896: Adler-ház átalakítása, Budapest, Aréna út 4293. hrsz.[24]
- 1896: Kohn-ház, Budapest, Dembinszky u. 4289/3. hrsz.[25]
- 1896–1897: Bodánszky-ház, Budapest, Ferenc körút 26.[1][2]
- 1897–1898: Bodánszky-ház, Ferenc körút 43.[2]
- 1897: Bodánszky-ház, Budapest, Csömöri út 2694—98. hrsz.[26]
- 1897: Bodánszky-ház, Budapest, Jókai utca 36.[2][27]
- 1898: Bodánszky-ház, Budapest, Kertész utca 35.[2][28]

## Képtár

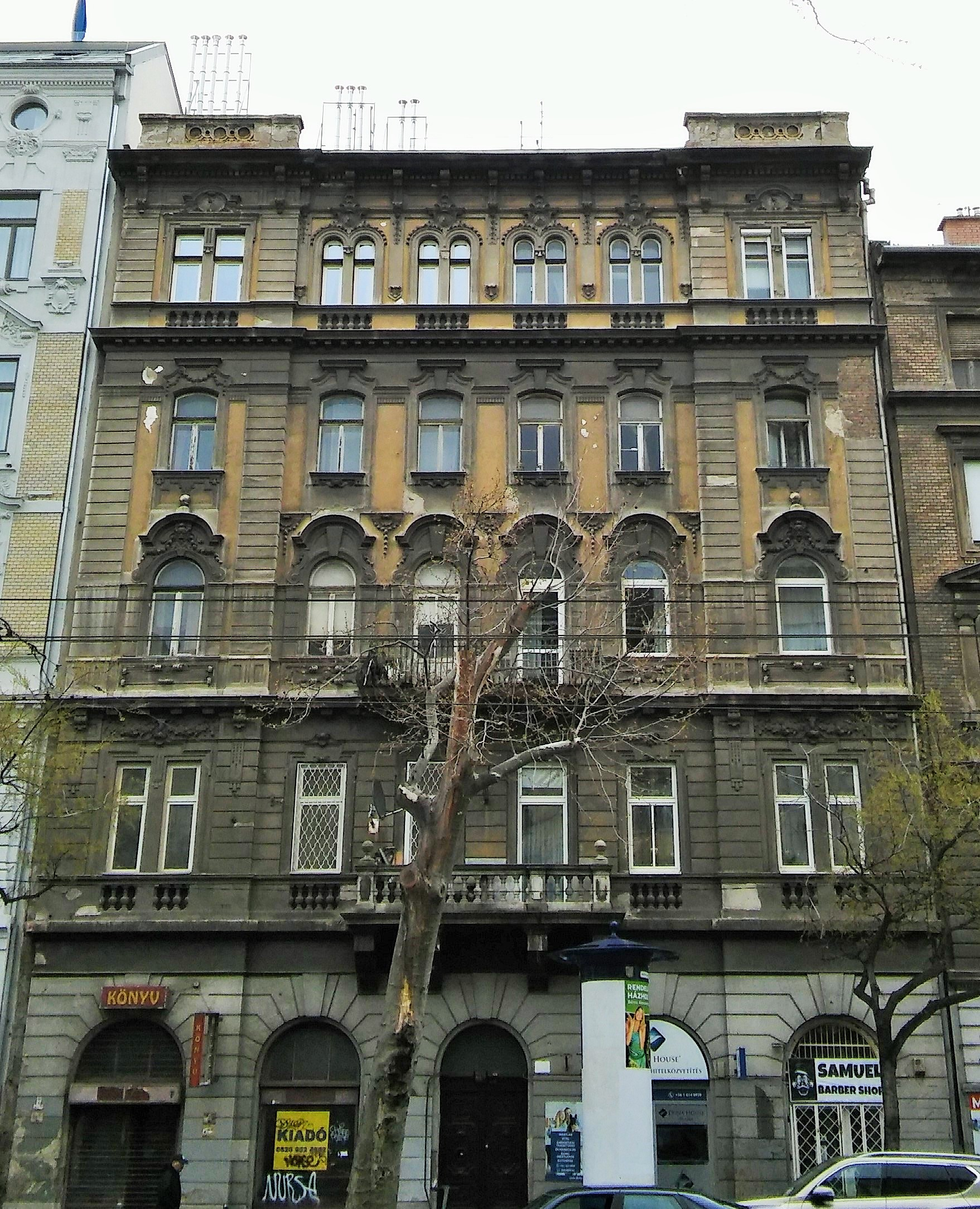
József körút 18.
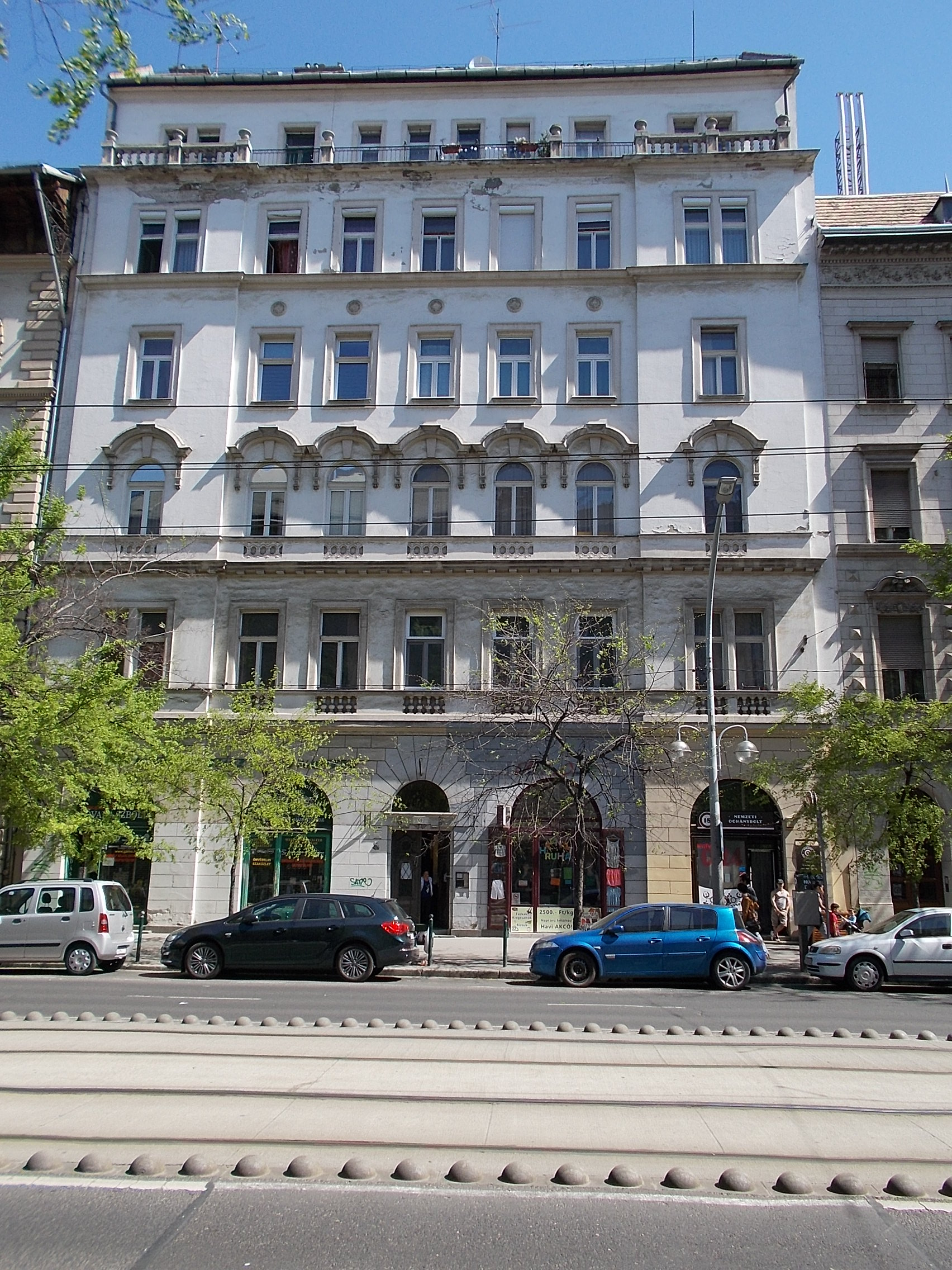
József körút 66.
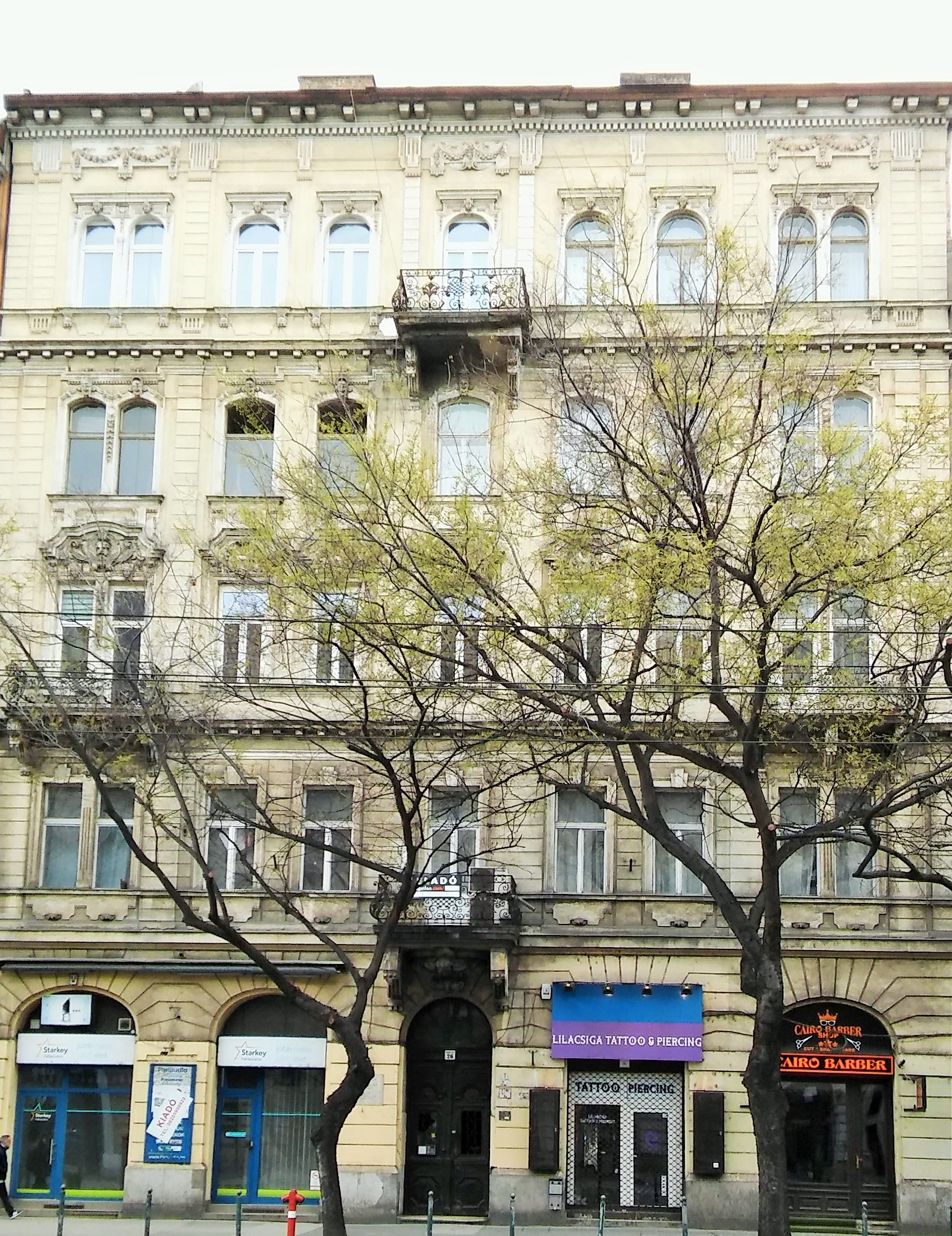
Ferenc körút 26.
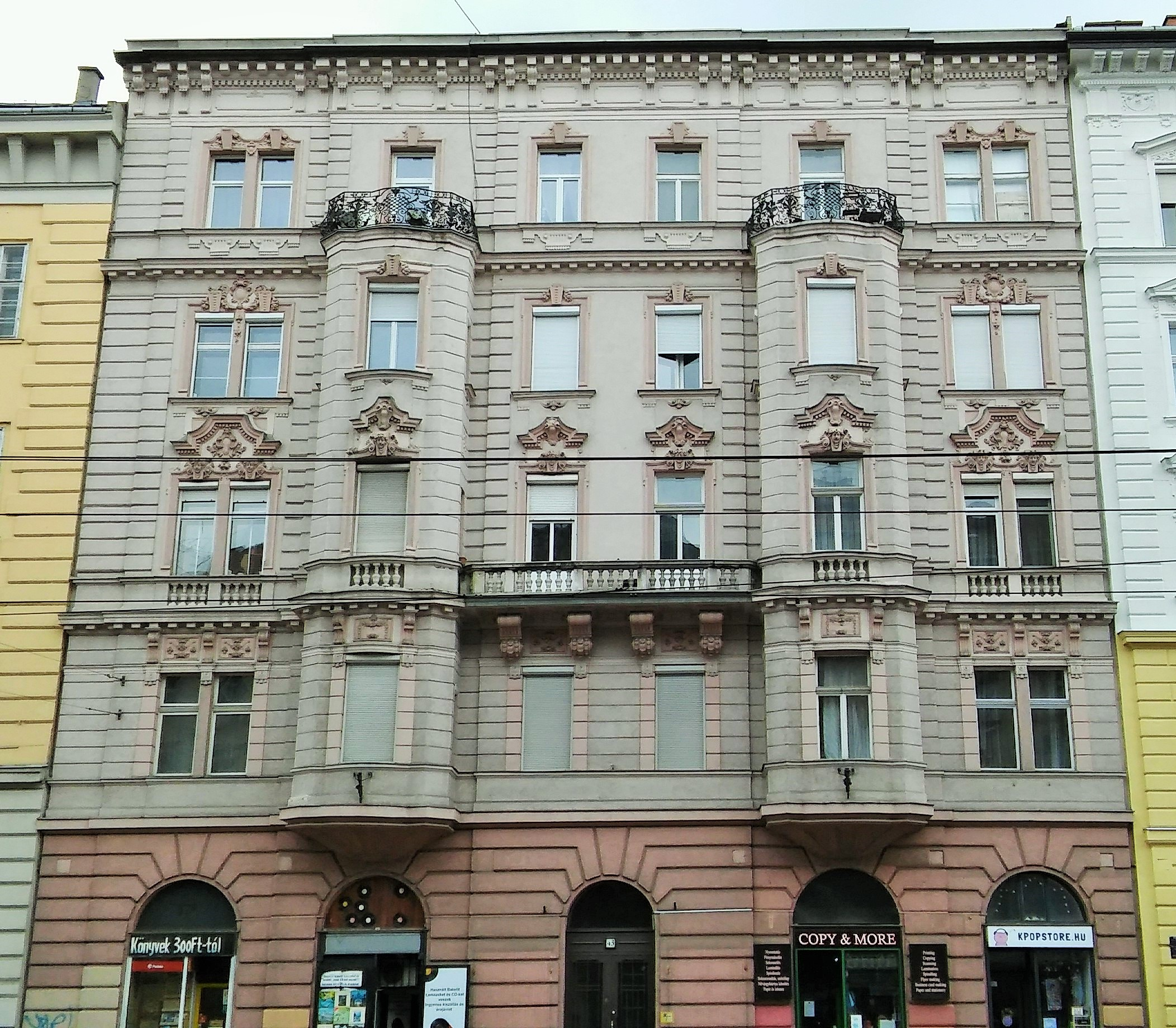
Ferenc körút 43.
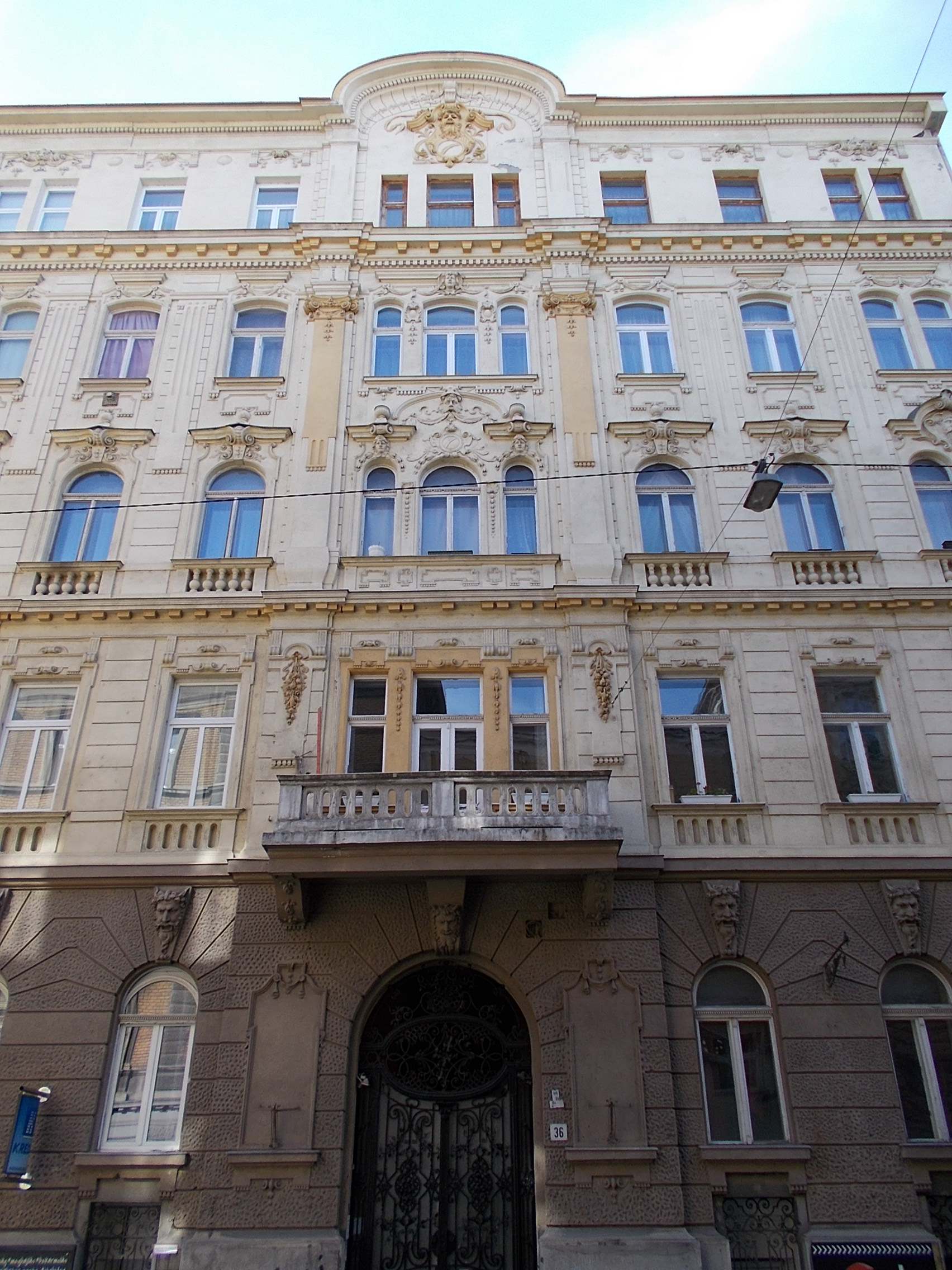
Jókai u. 36.